# 1923 en dadaïsme et surréalisme
Pour l'année, voir 1923.
 Chronologie de dada et du surréalisme 
- 1918
- 1919
- 1920
- 1921
- 1922
- 1923
- 1924
- 1925
- 1926

Cet article présente les faits marquants de l'année 1923 en dadaïsme et surréalisme.

## Éphémérides

### Janvier

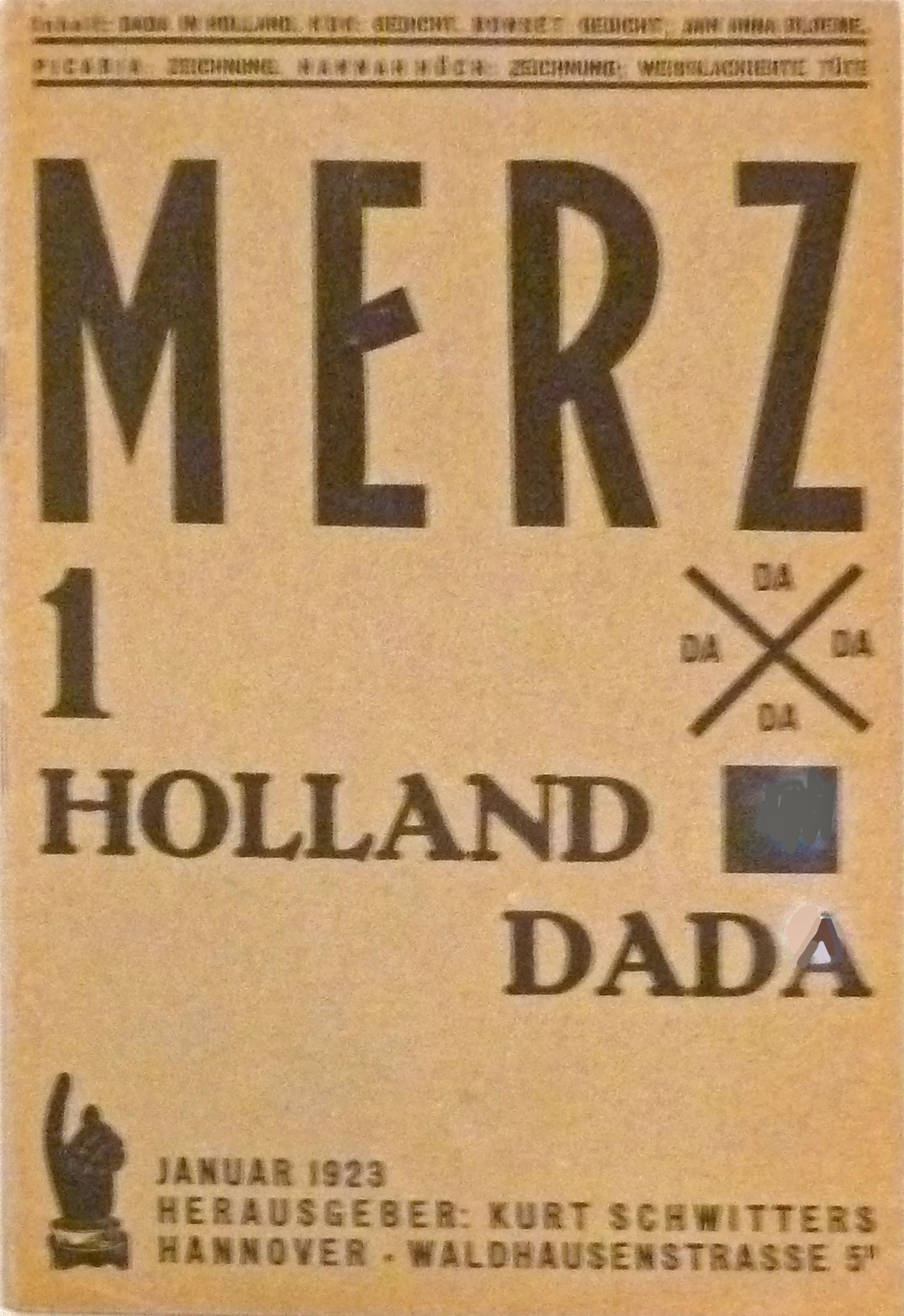
Couverture du premier numéro

- À Hannovre, parution du premier numéro de la revue Merz créée par Kurt Schwitters[1] : « Nous sommes la fanfare dadaïste et nous allons vous souffler dedans. »[2]

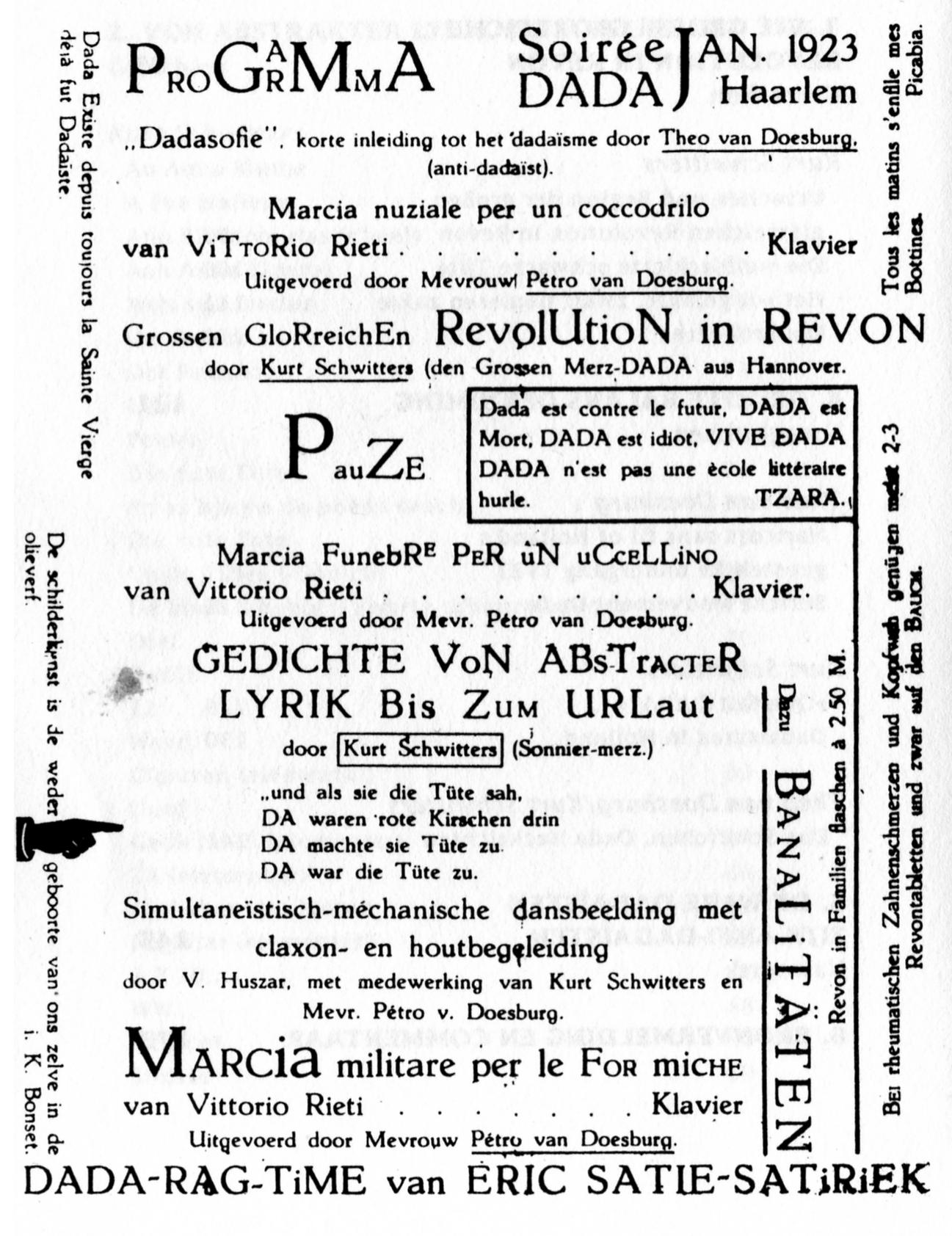
Affiche de la manifestation Dada à Haarlem.

### Février
- 2 février
Antonin Artaud publie à compte d'auteur et sous le pseudonyme d'Eno Dailor le premier numéro de la revue Bilboquet, une feuille composée d'une introduction et de deux poèmes : « Toutes les revues sont les esclaves d'une manière de penser, et, par le fait, elles méprisent la pensée [...] Nous paraîtrons quand nous aurons quelque chose à dire[3]. »

- 23 février
À Paris, bal Tra-vesti-nsmental au profit de la caisse de secours de l'union des artistes russes organisé, entre autres, par Ilia Zdanevitch[4].

- 28 février
André Breton fait cesser les expériences de sommeil hypnotique[5].

- Shinkichi Takahashi, Dadaisuto Shinkichi no Shi (Poésies de Shinkichi le dadaïste), recueil édité à Tokyo[6].

### Mars
- Antonin Artaud quitte le Théâtre de l'Atelier[7].

### Avril
- 1er avril
Dans la La Nouvelle Revue française (NRF), Jacques Rivière fait l'éloge de Louis Aragon : « En lisant Aragon, je pense à Voltaire, mais encore plus au premier Barrès. » Aragon réplique : « L'imprudence que j'ai eue de publier un livre vous donne barre sur moi, le temps d'évoquer Voltaire que je tiens pour la dernière saloperie. »[réf. nécessaire]
- 7 avril
Dans un entretien avec Roger Vitrac publié dans Le Journal du peuple, André Breton lui fait part de son intention de ne plus écrire : « Je considère la situation des choses que je défends comme désespérée. Je tiens même la partie pour absolument perdue. »[8]
- 14 avril
Le Journal du peuple publie un entretien entre Roger Vitrac et Tristan Tzara : « V : Avez-vous considéré le dadaïsme comme une fin ? T : Jamais. Je tiens d'ailleurs à ne plus prononcer ce mot. Dada a été une aventure purement personnelle, la matérialisation de mon dégoût. Peut-être a-t-il eu de résultats, des conséquences. »[9]
- 29 avril
À Paris, soirée d’hommage au poète Boris Bojnieff où Antonin Artaud lit des poèmes de Céline Arnauld : « La poésie de Céline Arnauld est une explosion d’ardentes sèves. » Exposition de portraits d’André Breton, Philippe Soupault et Tristan Tzara réalisés par Robert Delaunay[10].

### Mai
- 18 mai
Antonin Artaud rencontre Jacques Rivière à la suite du refus de ce dernier de publier deux poèmes. Début de la correspondance.
- Antonin Artaud, Tric-Trac du ciel[7]
- Artaud rejoint la compagnie de Georges et Ludmilla Pitoëff installée à la Comédie des Champs-Élysées[7].

### Juin
- 18 juin
Parution dans la presse d'un Hommage à Pablo Picasso signé par le groupe surréaliste, probablement écrit par André Breton[11].

### Juillet
- 6 juillet

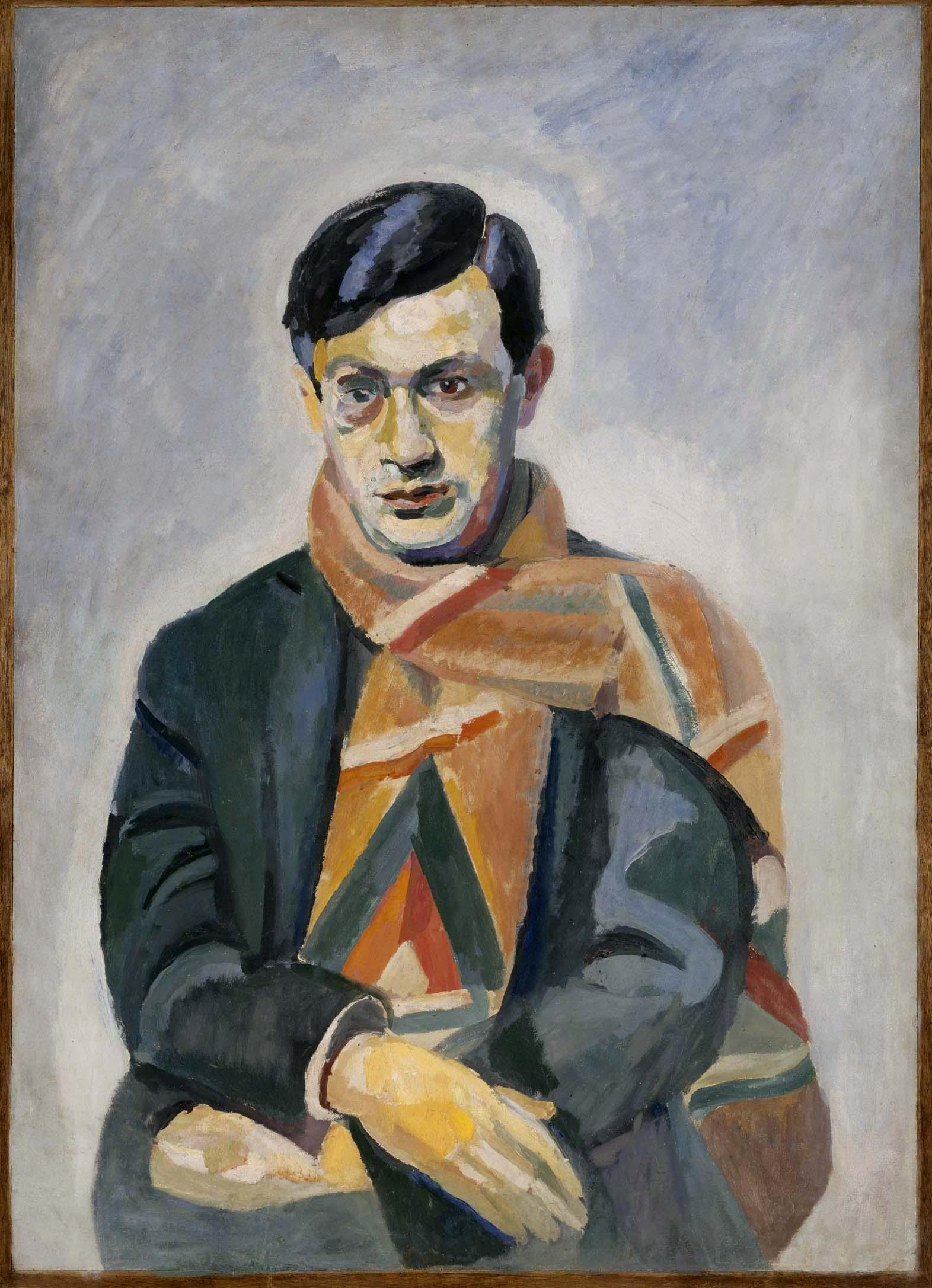
Portrait de Tristan Tzara, par Robert Delaunay, 1923.

Soirée du Cœur à barbe au théâtre Michel organisée par Tristan Tzara. L'affiche de la manifestation est conçue par Ilia Zdanevitch. Projection du film de Charles Sheeler et Paul Strand Fumées de New York.
Représentation du Cœur à gaz de Tzara dont les costumes sont de Sonia Delaunay.
Violentes interruptions des surréalistes Robert Desnos, Paul Eluard, Benjamin Péret et André Breton, qui de sa canne casse le bras de Pierre de Massot. Tzara en appelle à la police. Cette soirée marque la rupture définitive entre dadaïstes et surréalistes[12].
- Publication à Berlin du premier numéro de la revue G (réduction extrême du titre Material zur elementaren Gestaltung), créée par Hans Richter, et qui se veut l'expression de la rencontre du dadaïsme et du constructivisme. Le titre de la revue est du peintre El Lissitzky[13].

### Août
- 26 août
André Breton, Tournesol[14]
- Antonin Artaud subit une nouvelle série de piqûres et autres traitements antisyphilitiques : « Les engourdissements ont en partie disparu mais pour faire place à des céphalées encore plus violentes qui m'enlèvent plus que jamais la possession de ma pensée. »[7]
- Benjamin Péret, Au 125 du boulevard Saint-Germain avec une point sèche de Max Ernst et trois dessins de l'auteur, édité aux Presses du Montparnasse à Paris[15].

### Septembre
- 7 septembre
André Breton rend visite au poète Saint-Pol-Roux, à Camaret (Finistère)[16].

### Octobre
- Publication de l'ouvrage de Ilia Zdanevitch, Ledentu le phare dont la préface devait être écrite par Paul Eluard. À la suite de la rupture entre dadaïstes et surréalistes lors de la soirée du Cœur à barbe cette préface est confiée à Georges Ribemont-Dessaignes[17].

### Novembre
- 10 novembre
André Breton se rend dans la nouvelle maison qu'occupent Paul Eluard, Gala et Max Ernst à Eaubonne (Val d'Oise). Il y découvre la décoration de la maison réalisée par Ernst qui « dépasse en horreur tout ce qu'on peut imaginer. Penser que la banlieue, la campagne vous cache de telles machinations : je sais bien que si j'étais la foudre je n'attendrais même pas l'été. »[18]
- 15 novembre
André Breton, Clair de terre, recueil de poèmes[19]
- Parution du deuxième numéro de Bilboquet intégralement écrit par Antonin Artaud. À propos du roman de Raymond Radiguet, Le Diable au corps : « J'ai rarement lu un roman aussi cyniquement niais que celui de Raymond Radiguet. Toute l'habile singerie de l'homme s'y trouve collectée. C'est comme une maturité en raccourci. »[20]
- Jacques Rigaut part aux États-Unis[21].

### Décembre

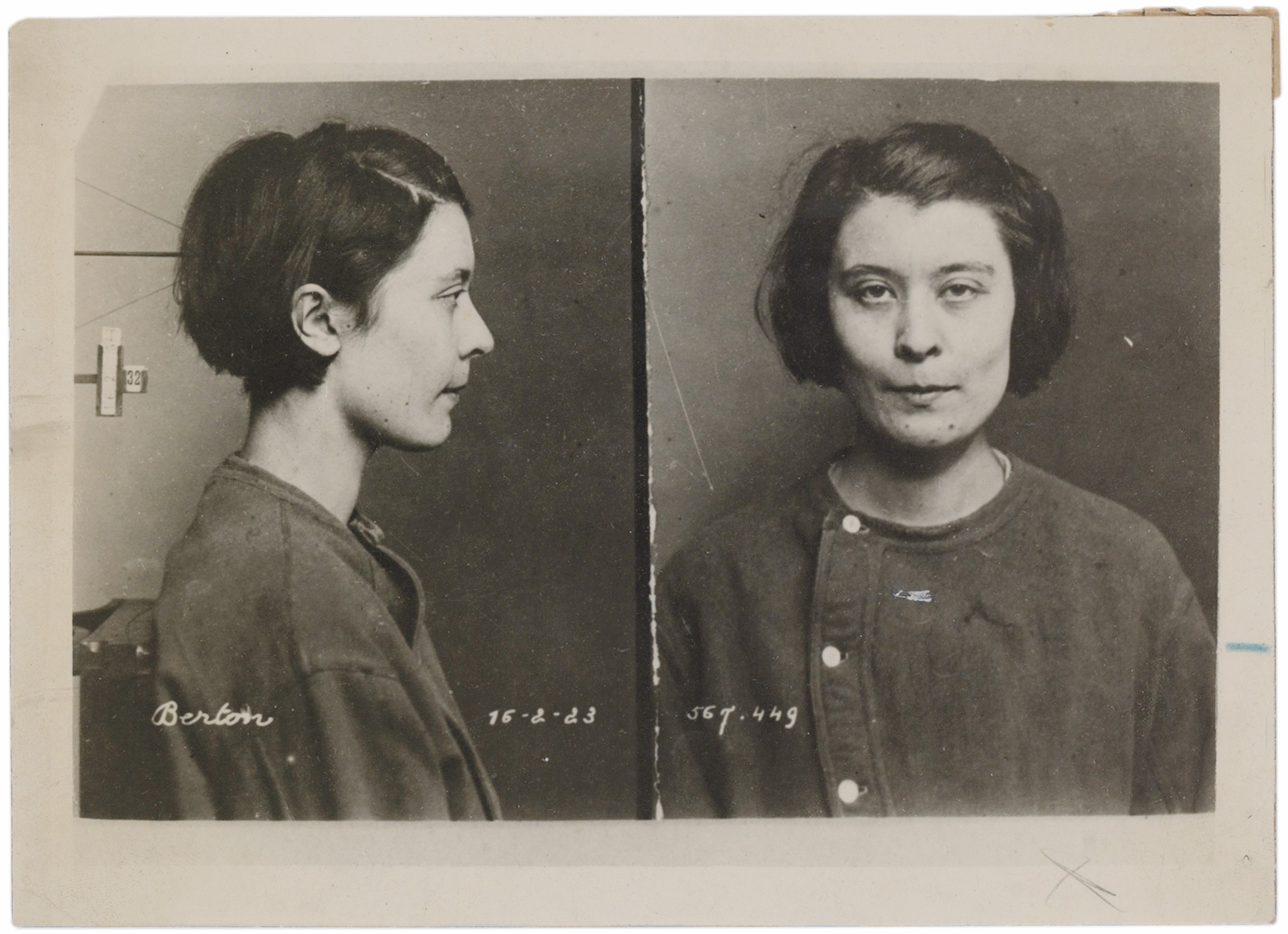
Germaine Berton

- À l'occasion de l'acquittement de Germaine Berton, jugée pour avoir assassiné le 22 janvier 1923, Marius Plateau[22], secrétaire des Camelots du roi, Louis Aragon, André Breton, Simone Breton et Max Morise lui offrent une corbeille de roses et d'œillets rouges, accompagnée de ces mots : « À Germaine Berton, qui a fait ce que nous n'avons pas su faire. » Cependant, Breton, dans une position équivoque, regrette que « l'acquittement retire au geste sa valeur de révolte. »[23]

### Cette année-là
- André Masson rencontre les surréalistes[réf. nécessaire]
- Parution du premier numéro de la revue Europe créée par Romain Rolland avec la collaboration de Louis Aragon et de Paul Eluard[réf. nécessaire]
- Premiers croquis expressionnistes d'Yves Tanguy qui le font remarquer du peintre Maurice de Vlaminck[24].
- D'une plateforme d'autobus, Yves Tanguy aperçoit dans la vitrine du marchand d'art Paul Guillaume le tableau de Giorgio De Chirico Le Cerveau de l'enfant. Il saute du bus en marche pour le voir de plus près, reproduisant sans le savoir la même réaction qu'a eu André Breton quelques années plus tôt[25].
- À Prague, exposition Bazar moderniho umeni (Bazar d'art moderne)[26]

### Œuvres
- Louis Aragon
  - Max Ernst peintre des illusions[27]
- Céline Arnauld
  - Guêpiers de diamant, recueil de poèmes, aux éditions Ça Ira à Anvers, dirigées par Clément Pansaers[28]
- Jean Arp
  - Forme reliée à l'infini, relief[29]
- Antonin Artaud
  - Tric-Trac du ciel
- André Breton
  - Clair de terre, recueil de poèmes, avec un portrait par Pablo Picasso, collection Littérature, achevé d'imprimer le 15 novembre[30] : « Les promesses des nuits étaient enfin tenues / Les pigeons voyageurs les baisers de secours / Se joignaient aux seins de la belle inconnue / Dardés sous le crêpe des significations parfaites / Une ferme prospérait en plein Paris / Et ses fenêtres donnaient sur la voie lactée / Mais personne ne l'habitait encore à cause des survenants. (Tournesol). »
- Paul Citroen
  - Metropolis, deuxième version, collage[31]
- Robert Desnos
  - Langage cuit, écriture automatique : « Dans l'escalier je la rencontrai. "Je mauve" me dit-elle et tandis que moi-même je cristal à pleine ciel-je à son regard qui fleuve vers moi. Or il serrure et, maîtresse ! Tu pichpin qu'a joli vase je me chaise si les chemins tombeaux. L'escalier, toujours l'escalier qui bibliothèque et la foule au bas plus abîme que le soleil ne cloche. »
- Marcel Duchamp
  - Le Grand verre, la Mariée mise à nu par ses célibataires, même, huile sur verre, inachevé, commencé en 1915[32]. André Breton : « Une œuvre dans laquelle il est impossible de ne pas voir le trophée d'une chasse fabuleuse sur des terrains vierges, aux confins de l'érotisme, de la spéculation philosophique, de l'esprit de compétition sportive des dernières données des sciences, du lyrisme et de l'humour. »
- Max Ernst
  - Au premier mot limpide, peinture murale de la maison de Paul Eluard à Eaubonne (Val d'Oise)[33]
  - Castor et pollution, huile sur toile[34]
  - La Femme chancelante, huile sur toile[35]
  - Histoire naturelle, peinture murale[36]
  - Les Hommes n'en sauront rien, huile sur toile. Au dos de la toile figure la légende : « Le croissant (jaune et parachute) empêche que le petit sifflet tombe par terre / Celui-ci, parce qu'on s'occupe de lui, s'imagine monter au soleil / Le soleil est divisé en deux pour mieux tourner / Le modèle est étendu dans une pose de rêve. La jambe droite est repliée (mouvement agréable et exact) / La main cache la terre. Par ce mouvement la terre prend l'importance d'un sexe / La lune parcourt à toute vitesse ses phases et éclipses / Le tableau est curieux par sa symétrie. Les deux sexes s'y font équilibre / à André Breton / très amicalement / max ernst »[37]
  - Pietà ou la révolution la nuit, huile sur toile[38]
  - La Révolution la nuit, huile sur toile[39]
  - Sainte Cécile, huile sur toile[40]
  - Ubu imperator, huile sur toile[41]
  - Vive l'amour (Pays charmant), huile sur toile[42]
- Raoul Hausmann
  - ABCD (Portrait de l'artiste), collage et encre de Chine sur papier[43]
- Hannah Höch
  - Hochfinanz (Haute finance), photomontage et collage[44]
- Lajos Kassàk
  - Dadaco, collage sur papier[45]
- Mina Loy
  - Lunar Baedecker, édité à Paris[46]
- Henri Michaux
  - Les Rêves et la Jambe, éditions Ça ira à Bruxelles[47]
- Joan Miró
  - L'Épi de blé, huile sur toile[48]
  - La Lampe à carbure, huile sur toile[49]
  - Terre labourée, huile sur toile[50]
- Benjamin Péret
  - Au 125 du boulevard Saint-Germain avec une point sèche de Max Ernst et trois dessins de l'auteur[51]
- Francis Picabia
  - Dresseur d'animaux, Ripolin sur toile[52]
  - Idylle[53]
  - Optophone II, huile sur toile[54]
- Man Ray
  - Indestructible objet ou Objet indestructible, objet : métronome mécanique avec la photographie d'un œil collé sur le contrepoids[55]
  - Retour à la raison, film, musique de George Antheil[56]
- Hans Richter
  - Rythme 23, huile sur rouleau de toile[57]
- Kurt Schwitters
  - Mz 231 Miss Blanche,
  - Merzbild Kijkduin, collages[58],
  -  Sans titre (Merz), technique mixte[59]
- Philippe Soupault
  - Le Bon apôtre, roman, éditions Le Sagittaire & Simon Kra à Paris[60],
  - À la dérive, roman édité par J. Ferenczi à Parie[60]
- Shinkichi Takahashi
  - Dadaisuto Shinkichi no Shi (Poésies de Shinkichi le dadaïste, recueil[61]
- Tristan Tzara
  - De nos oiseaux, recueil de poèmes avec des dessins de Hans Arp édité par Simon Kra à Parris[62]
- Theo Van Doesburg
  - La Matière dénaturalisée. Destruction n°2, collage[63]
  - What is Dada ?, article de la revue De Stijl édité à La Haye[64]
- Ilia Zdanevitch
  - Ledentu le phare, poème en zaoum : « Le zaoum est un langage d'apparence russe dont les mots et les onomatopées sont tels qu'ils permettent d'être le support du sens de plusieurs mots de sonorités proches ». La préface est de Georges Ribemont-Dessaignes[17]